# Big Brown

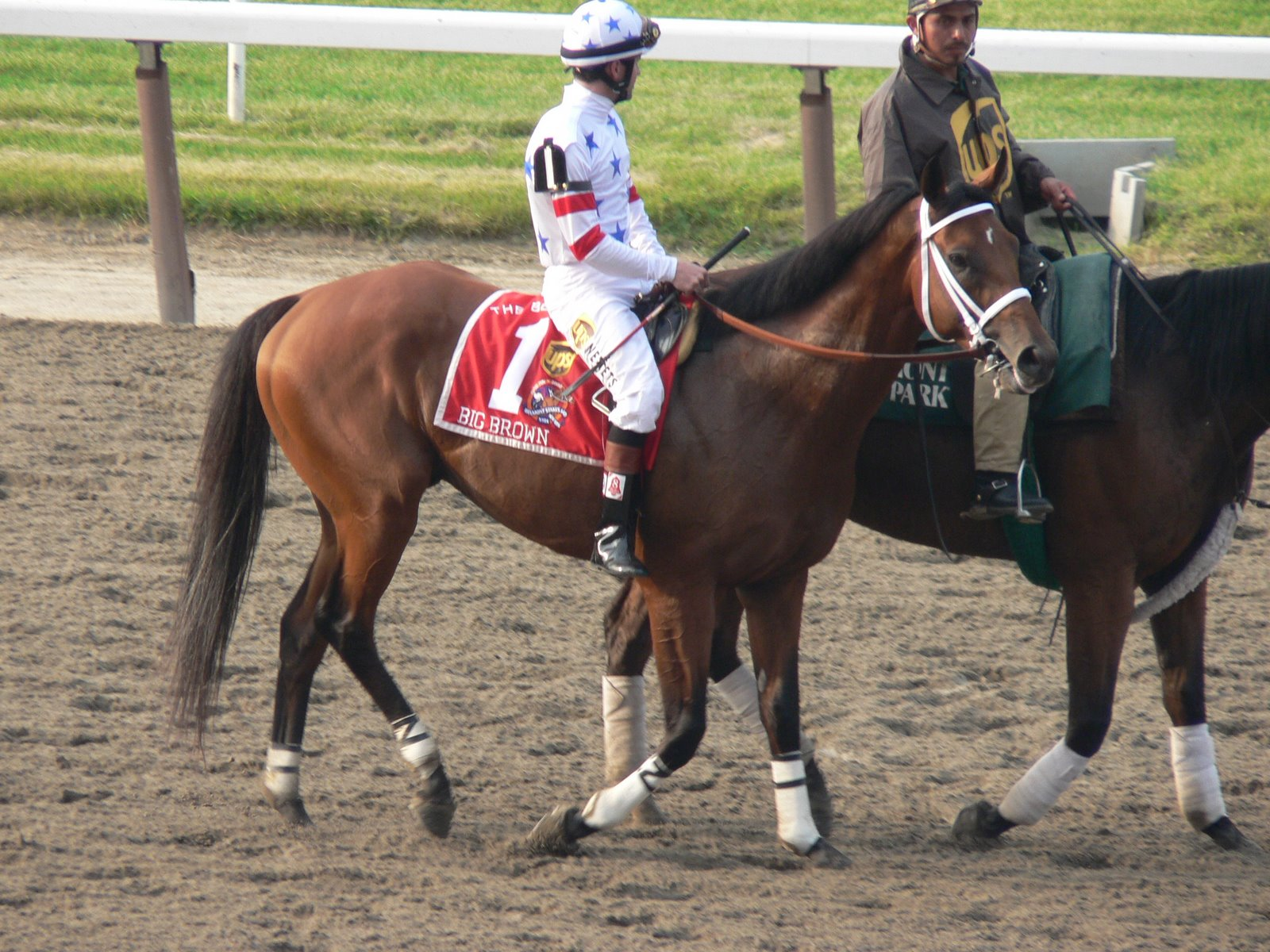
Big Brown przed Belmont Stakes 2008.

Big Brown (ur. 10 kwietnia 2005) – emerytowany amerykański koń wyścigowy pełnej krwi angielskiej. Zasłynął ze zwycięstwa w Kentucky Derby i Preakness Stakes w 2008 roku. Syn ogiera Boundary i klaczy Mien. Trenował go Richard E. Dutrow Jr.

## Życiorys
Został wyhodowany przez Monticule Farms w Lexington, Kentucky. Sprzedano go na aukcji roczniaków za 60 tysięcy dolarów. W 2007 roku ponownie go sprzedano, tym razem za sumę 190 tysięcy. Jego nowym właścicielem został Paul Pompa.

### Sezon 2007
Jako dwulatek Big Brown ścigał się tylko raz. Jego debiut odbył się 3 września. Pobiegł na nawierzchni trawiastej i zwyciężył z przewagą 11 1⁄4 długości. Po tej gonitwie Paul Pompa sprzedał udziały do IEAH Stables. Niedługo po wyścigu wykryto u niego małe pęknięcia na obu przednich kopytach, przez co nie ścigał się już do końca sezonu.

### Sezon 2008
Big Brown wrócił na tor na początku marca, wygrywając gonitwę Allowance o 12 3⁄4 długości. Następnie wystawiono go w Florida Derby. Pomimo niekorzystnej pozycji w maszynie startowej, udało mu się wygrać o 5 długości. 3 maja zwyciężył w Kentucky Derby, dobiegając 4 3⁄4 długości przed klaczą Eight Belles, która po chwili przewróciła się, złamała dwie przednie nogi i została uśpiona na torze. Big Brown został siódmym koniem w historii, który wygrał Kentucky Derby będąc niepokonanym.
14 maja z przewagą 5 1⁄4 długości wygrał Preakness Stakes. Został czwartym koniem w historii, który wygrał dwa pierwsze biegi Triple Crown, będąc niepokonanym. Tydzień później znowu wykryto u niego pęknięcie w jednym z przednich kopyt, których uraz nie pozwolił mu na ściganie się jako dwulatek. Pomimo tego kontynuował treningi. Wystartował Belmont Stakes, jednak na pod koniec gonitwy jego dżokej wstrzymał go. W czasie biegu odpadła mu podkowa z prawego tylnego kopyta, które również uległo kontuzji. Big Brown musiał zrobić sobie kilkutygodniową przerwę. Wyścig wygrał Da'Tara.
3 sierpnia z przewagą 1¾ długości wygrał Haskell Invitational Handicap, a miesiąc później o szyję wygrał Monmouth Stakes na nawierzchni trawiastej.

### Emerytura
Po Monmouth Stakes zaczęto przygotowywać go do Breeders' Cup Classic, jednak 13 października podczas treningu znowu doznał urazu tylnego kopyta. Wycofano go z Breeders' Cup, a następnie ogłoszono, że przechodzi na emeryturę. Zakończył karierę z 7 wygranymi na 8 startów (w tym jednego biegu nie ukończył) i zarobkami 3 614 500 dolarów. Zdobył również Nagrodę Eclipse dla najlepszego trzyletniego ogiera sezonu.
Po przejściu na emeryturę trafił do Three Chimneys Farm w Midway, Kentucky. Jego pierwsze źrebięta przyszły na świat w 2010 roku. Big Brown sprawdza się raczej miernie jako reproduktor, jego źrebięta nie odnoszą zbyt wielu sukcesów. Jednym z niewielu wyróżniających się potomków tego konia jest Dortmund, zwycięzca Santa Anita Derby 2015. Dortmund również borykał się z pęknięciami na kopycie.